# Costinești
Costinești est une commune du județ de Constanța, dans la Dobroudja, sur la mer Noire, en Roumanie. C'est une station balnéaire qui attire massivement les jeunes durant la période estivale. La commune comporte la bourgade de Costinești et le village de Schitu.

## Géographie
Costinești a évolué d'un petit village de pêcheurs, dans les années soixante, à une destination estivale très populaire parmi les jeunes et les étudiants. Un hôtel et une série de complexes avec des villas et de bungalows, de styles et de conforts variés, ont été construits à l'époque communiste. Les plus luxueux (ceux qui avaient de l'eau courante en permanence) ont même accueilli des délégations étrangères, en général envoyées par les mouvements communistes occidentaux. Après la Libération de 1989, certains d'entre eux ont été améliorés, d'autres démolis, mais beaucoup de nouveaux hôtels et villas aux normes européennes ont été construits, notamment dans le Nord de la station.
La station se trouve entre la côte de la Mer Noire et le liman Costinescu, lagune salée et peu profonde, d'une superficie de sept hectares, séparée de la mer par un cordon littoral. Ce liman n'est pas alimenté par des rivières souterraines et on y trouve une couche importante de boues anoxiques utilisées pour traiter les maladies rhumatismales.

## Histoire
Au centre de la commune de Costinești se trouvent les ruines d'une petite colonie grecque antique (emporion) appelée Parthenopolis. Le petit hameau de pêcheurs grecs a été ensuite romain, byzantin, bulgare, à nouveau byzantin, dobrogéen et valaque.
À l'époque ottomane (1418-1878), la localité figure sous le nom turc de Mancapınar (lire Mandjapounar) : la « source de Mandja », peuplée de pêcheurs grecs pontiques et de tatars nogaïs, éleveurs d'ovins et de chevaux. Au XVIe siècle, le maïs et le buffle y sont introduits : la mămăligă cu lapte de bivolitsa (polenta au lait de bufflonne) devient un plat traditionnel de la cuisine roumaine... à partir d'éléments venus d'Amérique et d'Asie.
Dans la période 1840-1940, le village (rattaché au royaume de Roumanie en 1878) a aussi été peuplé par des jardiniers bulgares, des pêcheurs lipovènes et des fermiers allemands (qui l'ont nommé Büffelbrunnen : "les sources des buffles") : ces colons allemands ont été chassés en 1940 en application du pacte Hitler-Staline et depuis, les Costinestois sont majoritairement roumains.
Le nom de Costinești vient de la famille Costinescu (propriétaires terriens dont est issu Emil Costinescu, homme politique du XIXe siècle). Le village commence à devenir une petite ville balnéaire dans les années 1930 avec la construction du "Sanatorium des bains de mer et de boue".
Entre 1950 et 1960, la commune apparaît sur la carte sous le nom de "Dezrobirea".

## Attractions touristiques
Dans la partie nord de la plage, près de la côte, se trouve l'épave de l’Evangelia, un Liberty ship grec échoué en 1968. C'est l'une des attractions de Costinești.
Certains secteurs isolés des plages sont réservés au naturisme, apparu ici dans les années 1930.
La vie de nuit s'est développée essentiellement autour de trois discothèques en plein air (discothèques "Ring", "Tineretului" (de la Jeunesse) et "Vox Maris"). Depuis lors, la station est fréquentée surtout par des jeunes et l'été, la station dont la population dépasse alors 40 000 estivants, ne dort jamais.
Les principales attractions sont:
- Les discothèques de plein air "Ring", "Jeunesse" et "Vox Maris"
- L'épave de l’Evangelia
- L'obélisque
- Les formes sculptées dans le calcaire
- Les sites archéologiques
- Les colonies de vacances ouvertes pour les étudiants et pour le yoga